# Sasando

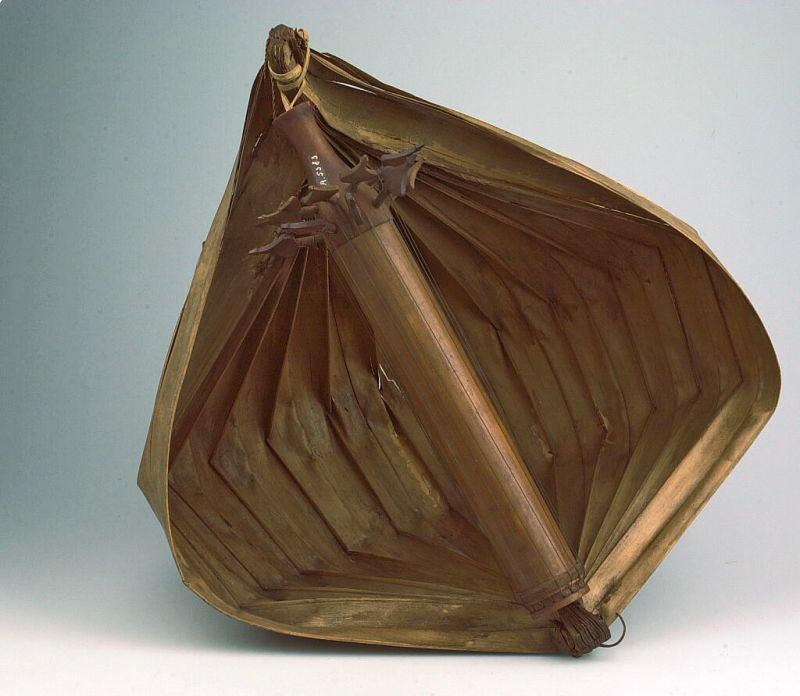
Traditionelle sasando gong, vor 1887

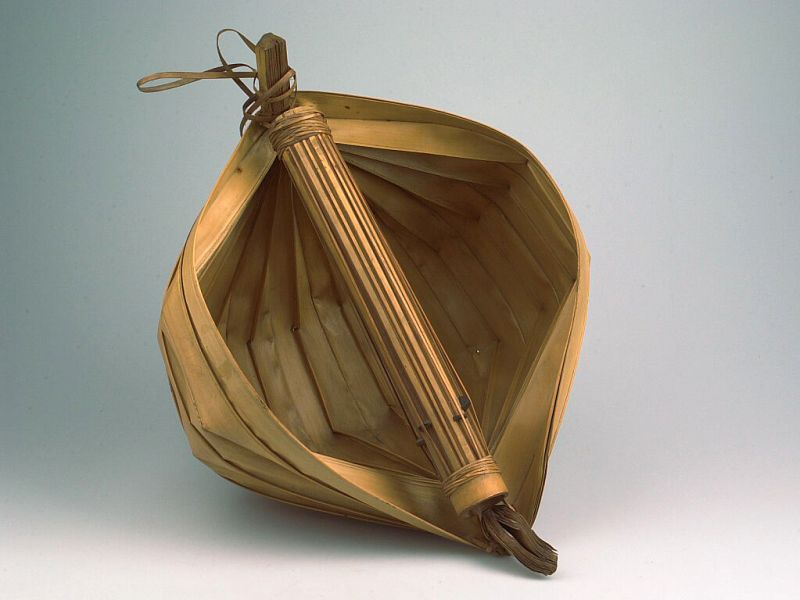
Idiochorde sasando gong vor 1890. Beide Bilder aus dem Tropenmuseum in Amsterdam

Sasando (malaiisch), auch sesando, rotinesisch sasandu, ist eine heterochorde Röhrenzither aus Bambus mit Schalltrichter. Sie ist das nationale Musikinstrument der Bevölkerung auf der Insel Roti in der indonesischen Provinz Ost-Nusa-Tenggara.

## Bauform
Der Resonanzkörper besteht aus einem Bambusrohrabschnitt, von dessen einen Knotenende ringsum parallel verlaufende Metallsaiten bis zum oberen Ende gespannt sind. Die Saiten werden unten von Metallstiften oder eine Drahtwicklung gehalten und an der gegenüberliegenden Seite durch Wirbel aus Holz oder Metall gespannt. Die Wirbel ragen bei einfachen Instrumenten sternförmig aus Löchern, die in das Bambusrohr gebohrt sind, heraus. Daneben gibt es mit unterschiedlichem Aufwand aus der Grundform heraus verfeinerte Instrumente, wie „konzertante“ sasandos mit einem überbreiten, auf das Bambusrohr aufgesetzten Wirbelkasten aus Holz. Bei vielen Instrumenten bestehen beiden Enden aus einem angepassten Holzteil, an dem die Saiten befestigt werden.
Bis ins 19. Jahrhundert waren die Bambuszithern idiochord, sie besaßen etwa zehn, längs aus dem Rohr herausgeschälte Bambusstreifen als Saiten, die durch untergeschobene Holzklötzchen gespannt wurden. Heute verwendet man für die 10 bis 36 und mehr Saiten dünnen Kupferdraht. An einfacheren Ausführungen mit zehn bis elf Saiten finden Kupplungsdrähte von Mopeds Verwendung. Jede Saite wird durch einen oder zwei hölzerne keilförmige Stege auf Abstand vom Rohr gehalten und durch Verschieben dieser Stege und Drehen der Wirbel gestimmt. Die Länge des oft kunstvoll bemalten Bambusrohres beträgt etwa 50 bis 70 Zentimeter.
Eine sasando gong hat zehn bis elf Saiten und kann nur traditionelle Musik spielen. Das Instrument ist pentatonisch gestimmt und hat einen Tonumfang von zwei Oktaven. Die Saiten werden individuell gestimmt etwa in G – B (half-flat) – C – E – F, mit einem oberen G bei der elften Saite.
Mit der sasando biola, die 24 diatonisch nach Violinentönen gestimmte Saiten besitzt (biola, indonesisch „Violine“), lässt sich religiöse und moderne Unterhaltungsmusik spielen, einschließlich der indonesischen Nationalhymne Kulihat Ibu Pertiwi.
Eine sasando engkel hat 28 Saiten, bei der sasando dobel sind es 56, gelegentlich sogar 84 Saiten.
Keine andere Bambusröhrenzither besitzt den für die sasando charakteristischen Schalltrichter (haik) aus fächerförmig einen Halbkreis bildenden Streifen von Blättern der Lontarpalme (Borassus sundaicus Beccari). Der Bambuskorpus hält als zentrale Achse den einklappbaren Fächerkreis zusammen, mit diesem kann das Instrument beim Spielen aufgesetzt oder angelehnt werden. Der Spieler stellt das Instrument vor sich auf die Knie, er zupft mit den Fingernägeln der rechten Hand die Basssaiten und mit der linken Hand die hohen Saiten. Anstelle einer Rhythmusbegleitung kann der haik mit Stöckchen geschlagen werden. Gelegentlich wird durch Einbau eines elektromagnetischen Tonabnehmers ein künstlich lauter Klang erzeugt. Die elektrische Version nennt sich sasando biola listrik. Einige neuere sasando biola haben einen rechteckigen Holzkasten als Resonator.

## Verbreitung

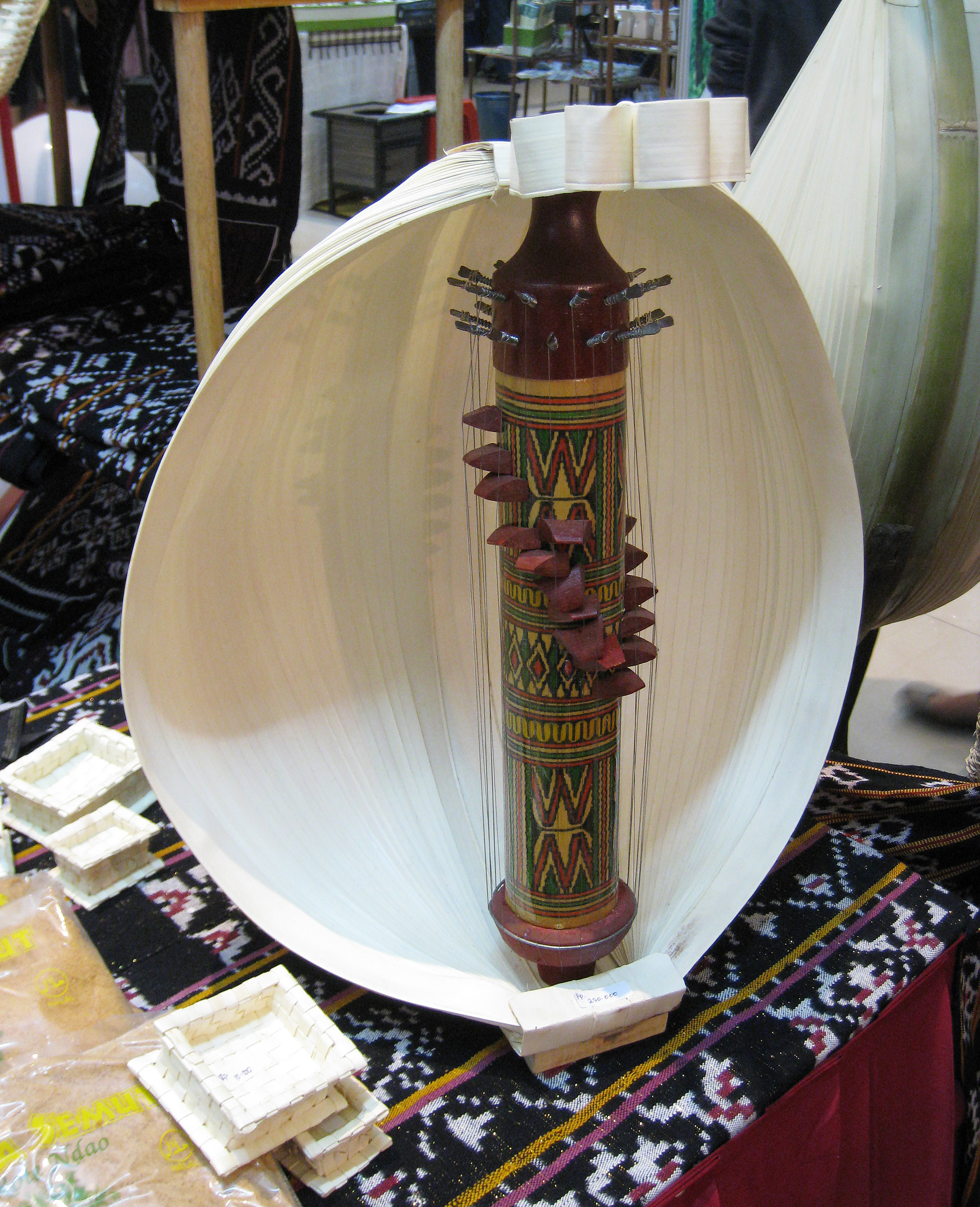
Moderne sasando von 2010

Ähnliche Bambusröhrenzithern der malaiischen Inselwelt sind mit dem Aussterben der traditionellen Kultur durch die Islamisierung und den Einfluss christlicher Missionare vielerorts nahezu verschwunden, so etwa das tatabuan kawan der Molukken mit fünf idiochorden Saiten und das in Borneo gespielte tongkungon. Auf Flores hießen idiochorde Röhrenzithern mit drei, sechs, sieben oder neun Saiten unter anderem kenite (70 Zentimeter lang, Durchmesser 10 bis 12 Zentimeter) oder gong tondu, santu, santo (Larantuka, Ostflores), nggonggri, mapa (Maumere) und surondopi (Riangwulu, Ostflores). Auf Timor gab es die etwa 35 Zentimeter lange Bambusröhrenzither queuqueuquepere, die von Heilern (matam doc) zur zeremoniellen Behandlung körperlicher Gebrechen eingesetzt wurde. Der Spieler zupfte sie entweder mit einem Bambusplektrum oder strich mit einem Sehnenbogen über die Saiten und schlug gleichzeitig mit hölzernen Schlägeln gegen die Stirnseiten. Auf den Philippinen gibt es zahlreiche Bambusröhrenzithern mit fünf bis elf Saiten, darunter die sechssaitige kolitong auf der Insel Luzon. In der Provinz Bukidnon schlagen die Banwaon eine Saite der zweisaitigen idiochorden takumbê mit einem dünnen Stöckchen, während sie die andere Saite mit dem Daumen der die Bambusröhre haltenden Hand zupfen. In der sundanesischen Musik Westjavas wird nach wie vor die zweisaitige Bambusröhrenzither celempung gespielt, die zur Abgrenzung von der gleichnamigen Kastenzither der höfischen Musik auch celempung bambu heißt. Eine seltene, ein- oder mehrsaitige idiochorde Bambusröhrenzither in Zentraljava, die nicht gezupft, sondern mit einem Stöckchen auf die Mitte und mit einer Hand auf die geschlossene Stirnseite geschlagen wird, ist die gumbeng. Als „Schlagzither“ wird sie in einer lokalen Tradition südöstlich von Yogyakarta mit mehreren Bambusmaultrommeln rinding im zeremoniellen Musikstil rinding gumbeng gespielt. Bekannter ist die hauptsächlich zur Begleitung von Tanzdramen auf Bali und gelegentlich in der Musik von Lombok gespielte, einsaitige guntang.
Bambusröhrenzithern gelangten von ihrer südostasiatischen Ursprungsregion zu einer unbekannten Zeit bis nach Madagaskar, wo sie valiha genannt werden. Curt Sachs (1938) vermutet, dass Musikinstrumente während der ersten Ausbreitungswelle der Malaiien Richtung Madagaskar diese Insel erreicht haben dürften, also zwischen dem 5. und 7. Jahrhundert. Etwa um das 15. Jahrhundert sollen Bambusröhrenzithern auf Madagaskar zeremoniell verwendet worden sein. Chigring und gintang sind mit Bambusstäben geschlagene und perkussiv verwendete Bambusröhrenzithern in Nordostindien.

## Spielweise und Tradition

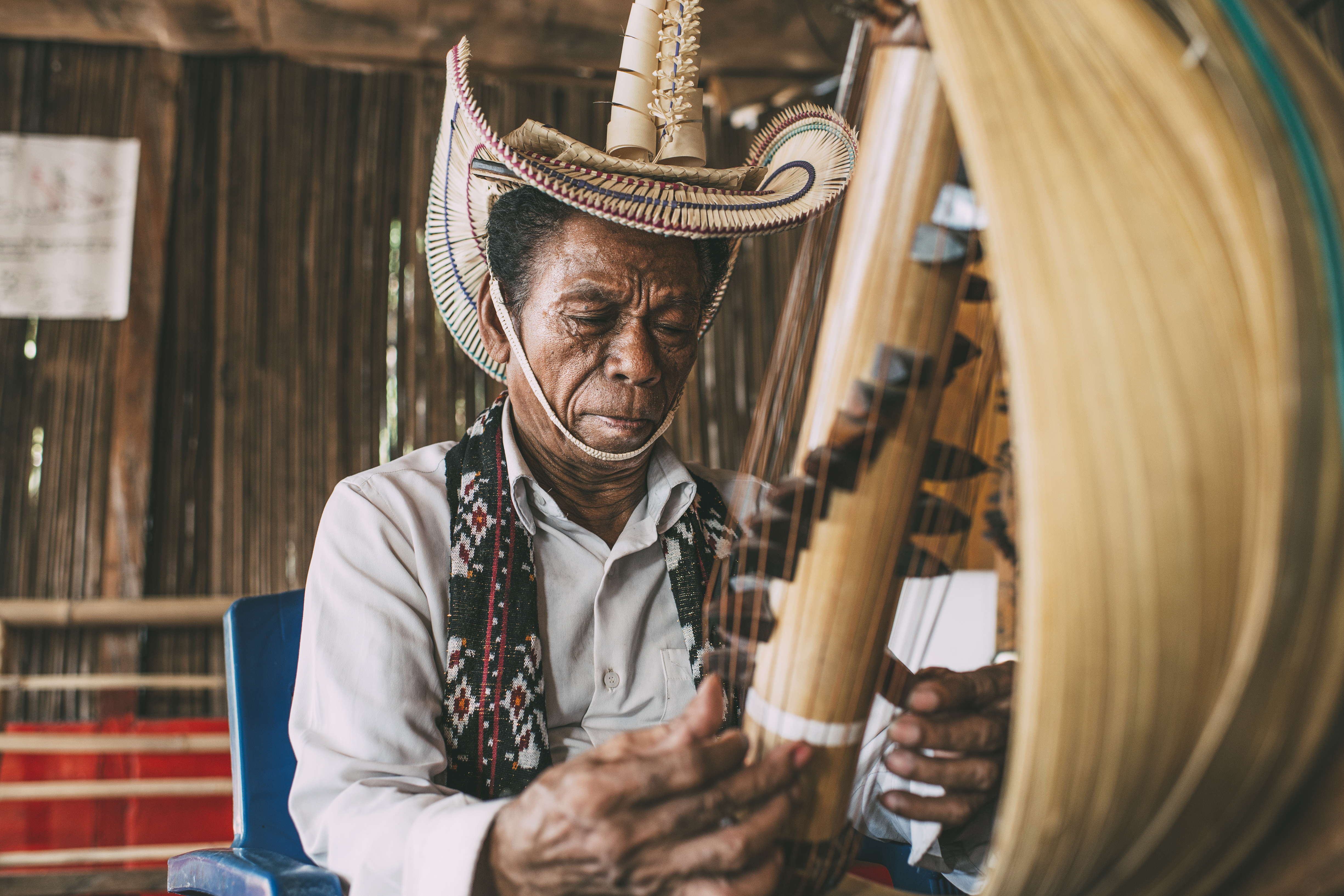
Sasando-Spieler mit tiilanga auf dem Kopf

Die sasando ist außer auf der Insel Roti auch um Kupang auf der größeren Nachbarinsel Timor bekannt. Sie wird entweder als Solo-Instrument gespielt oder ein Sänger begleitet mit ihr seine Lieder, die in trauriger Stimmung von einem unausweichlichen Schicksal handeln. Die Verse werden meist auf bini vorgetragen, einer rituellen Hochsprache mit eigenem Vokabular, die als „Sprache der Ahnen“ verstanden wird. Der Refrain kann in gewöhnlichem Rotinesisch oder Bahasa kupang gesungen werden. Letzteres ist die regionale Verständigungssprache, die sich aus einer Mischung von Indonesisch, Timoresisch, Rotinesisch und Holländisch zusammensetzt.
Sasando-Spieler traten früher zur Unterhaltung des Königs auf, heute spielen sie bei traditionellen Festen wie Erntedank, Hochzeiten, Geburtstags- und sonstigen Familienfeiern. Die Männer tragen dabei einen tiilangga-Hut aus Palmblättern auf dem Kopf. Neben dem solistischen Spiel bilden zwei sasando gong und eine Fasstrommel kendang ein Ensemble, bei dem einer der sasando-Spieler singt.
Neben den Liedern, die vom Saiteninstrument sasando und gelegentlich von Trommeln begleitet werden, gibt es auf Roti eine zweite Musikgattung, deren melodieführendes Instrument aus einer Reihe von neun an einem Holzgestell aufgehängten Buckelgongs (meko) besteht. Die Meko-Ensembles sind eine relativ junge Entwicklung, sie wurden vermutlich Anfang des 19. Jahrhunderts eingeführt und gehen auf Einflüsse des javanischen Gamelan zurück. In beiden Besetzungen wird häufig dasselbe Repertoire verwendet, die Spielweisen beider Instrumente scheinen darauf ausgelegt, sich gegenseitig zu imitieren. Mit den neun unteren Saiten einer zehnsaitigen sasando gong kann ein Spieler etwa die Töne der neun Gongs wiedergeben. Unabhängig von der Frage nach dem Alter beider Instrumente verweist dies auf eine eigenständige lokale Musiktradition. Eine ebensolche imitierende Übernahme praktizieren die Batak im Norden Sumatras, die mit dem Ensemble um die Zupflauten hasapi die Melodieführung des Gongspiels gondang sabangunan wiedergeben.
Über die Entstehung der sasando sind mehrere Geschichten im Umlauf. Nach einer Erzählung erschuf Ana Sanggu Anfang des 15. Jahrhunderts auf der kleinen Insel Dana vor der Südwestküste von Roti die Sasando-Urform. Sanggu stammte von einer Nachbarinsel und wurde von dem auf Danu herrschenden Inselkönig verhaftet, als er dort Fische fangen wollte. Des Königs Tochter verliebte sich in Sanggu und erbat sich von ihm ein neues Musikinstrument. Sie erhielt eines mit sieben Saiten aus Wurzelholzfasern. Als der König das Verhältnis bemerkte, ließ er Sanggu hinrichten. Sanggus Begleiter gelang die Flucht auf die Heimatinsel, wo der Sohn Sanggus Männer um sich sammelte, mit denen er die gesamte Insel Dana zerstörte, nur die Kinder verschonte und einzig die sasando mitnahm.